# Turó de Sant Pere (Riudarenes)
El Turó de Sant Pere és una muntanya de 506 metres que es troba al municipi de Riudarenes, a la comarca de la Selva.